# Regimentul 52 Infanterie (1916-1918)

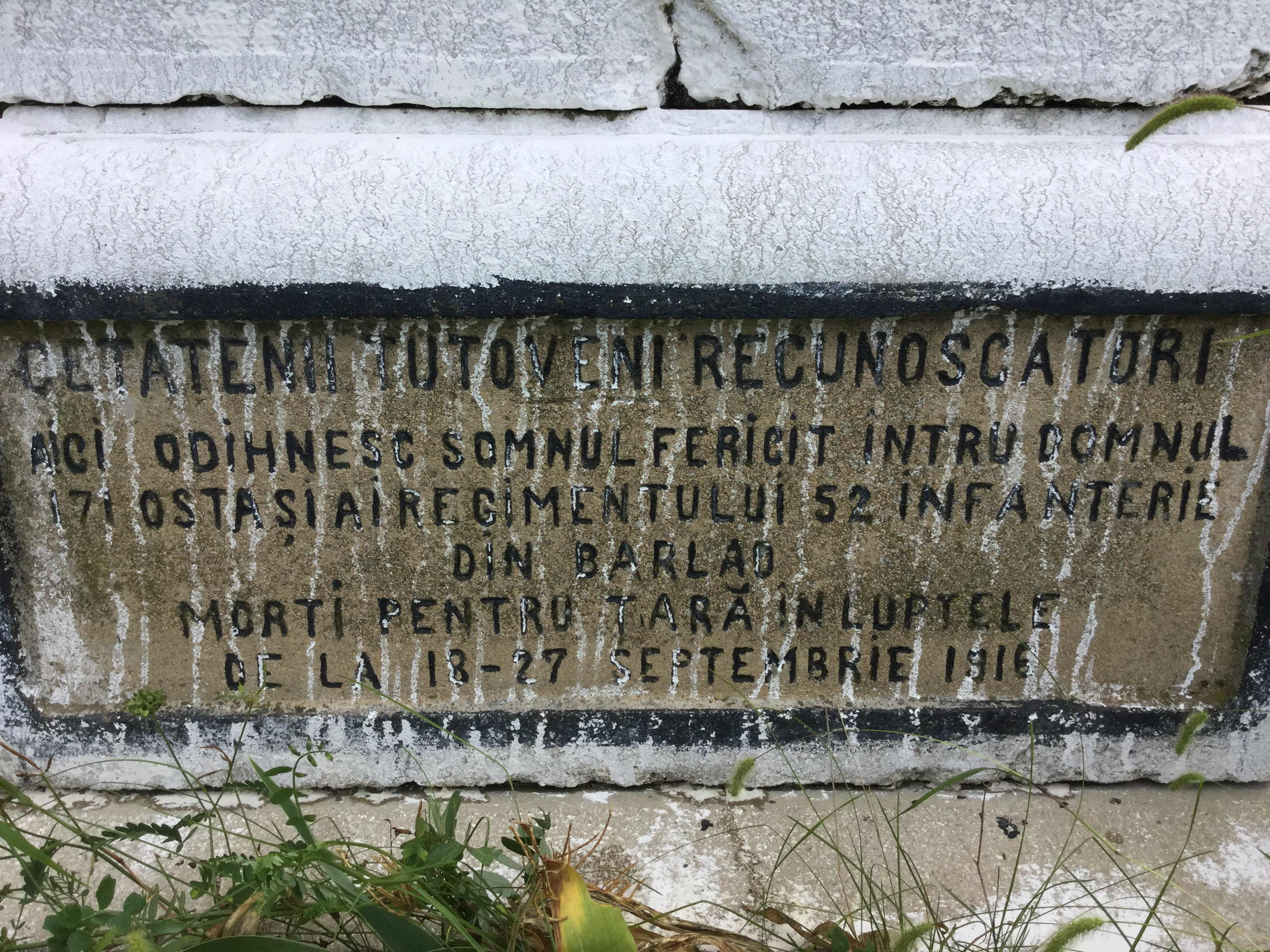

Regimentul 52 Infanterie a fost o unitate de nivel tactic din rezerva armatei permanente care s-a constituit la 14/27 august 1916, prin mobilizarea unităților și subunităților de infanterie din cercul de recrutare Bârlad, din cadrul Comandamentului III Teritorial.:p. 81 Regimentul a făcut parte din organica Brigăzii 36 Infanterie. La intrarea în război, Regimentul 52 Infanterie a fost comandat de colonelul Arghir Botez. Regimentul 52 Infanterie a participat la acțiunile militare pe frontul românesc, pe toată perioada războiului, între 14/27 august 1916 - 28 ocotmbrie/11 noiembrie 1918.

## Participarea la operații

### Campania anului 1917
Ca urmare a pierderilor suferite, la începutul anului 1917 s-a decis în cadrul procesului de reorganizare a armatei de la începutul anului 1917 contopirea sa cu Regimentului 51 Infanterie. Noua unitatr a fost resubordonată Brigăzii 25 Infanterie.

## Morminte
Un total de 227 de membrii ai regimentului sunt înhumați in două cimitire din Bârlad: marea majoritate a mormintelor se găsesc pe strada Mihai Eminescu, dar crucile nu au nume pe ele și locul este în general neîngrijit; restul (13 morminte) se găsesc în cimitirul principal al orașului, Eternitatea. La această din urmă locație putem afla numele celor înmormântați. Uneori este înregistrată și data decesului, ca în cazul doctorului Chiocălescu D., elevului medic Adican Dani și a locotenentului Jugu N. Ioan: toți decedați pe 24 Februarie 1917. Maiorul/colonelul Arcade Șeptilici Andrieș, care pare să fie comemorat atât printr-o cruce simplă cât și printr-o cruce specială partial distrusă, a decedat la 7 Octombrie (1918?). De asemenea, la Eternitatea sunt înmormântați soldații Tănase Ion, Apostol Gh., Alexandru Dumitru, Obreja Gh. Niculai, Stoica Gh., Ioan M., caporalii Răducanu I., Georgescu Gh., Dumitru Gescu.
La mausoleul de la Mărășești sunt înhumați soldații Andrei Nucuriu, Gheorghe Mazilu, Ion Dobrin, caporalul Toma Dumitrache și maiorul Grigore Ignat.

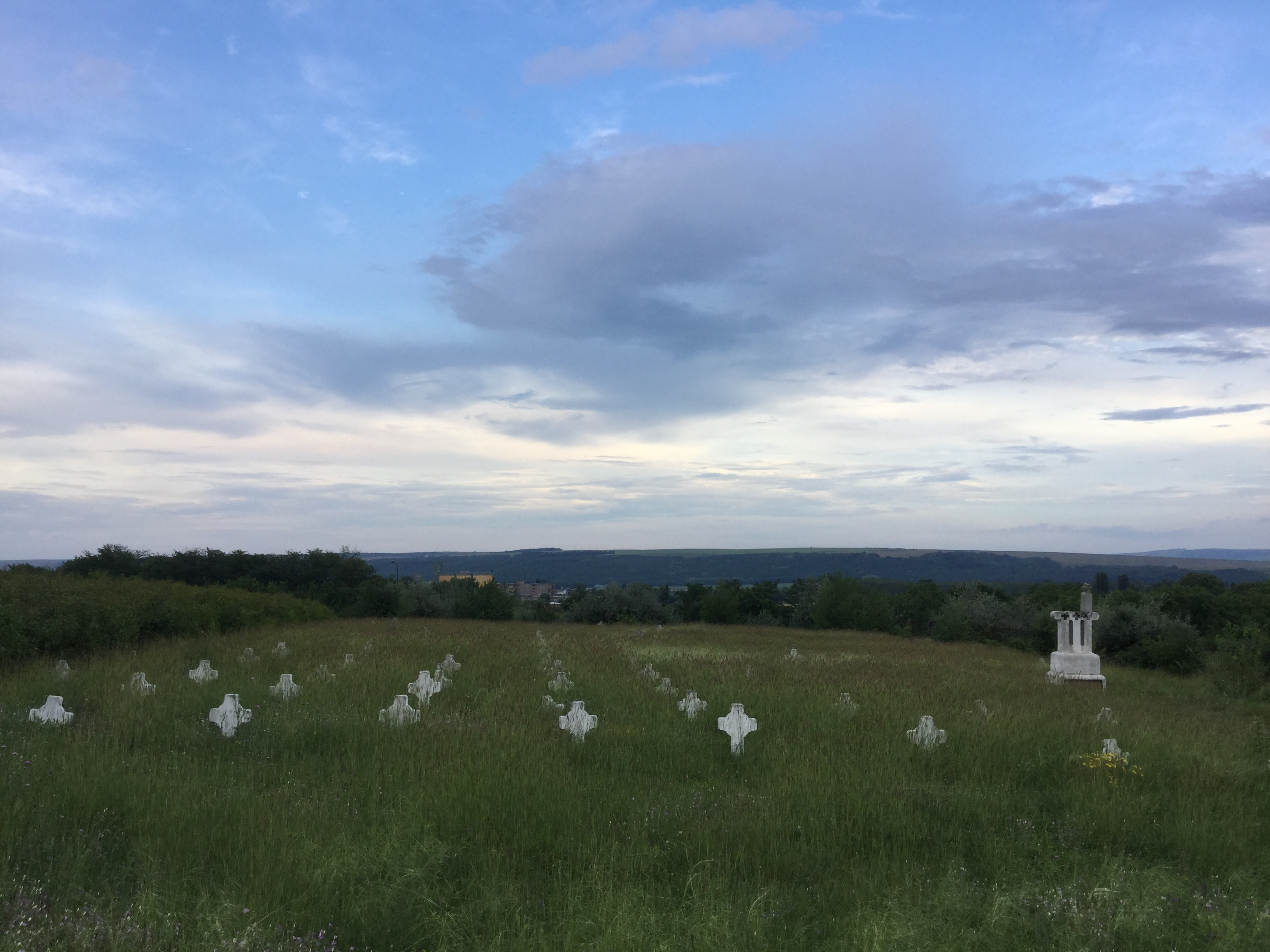
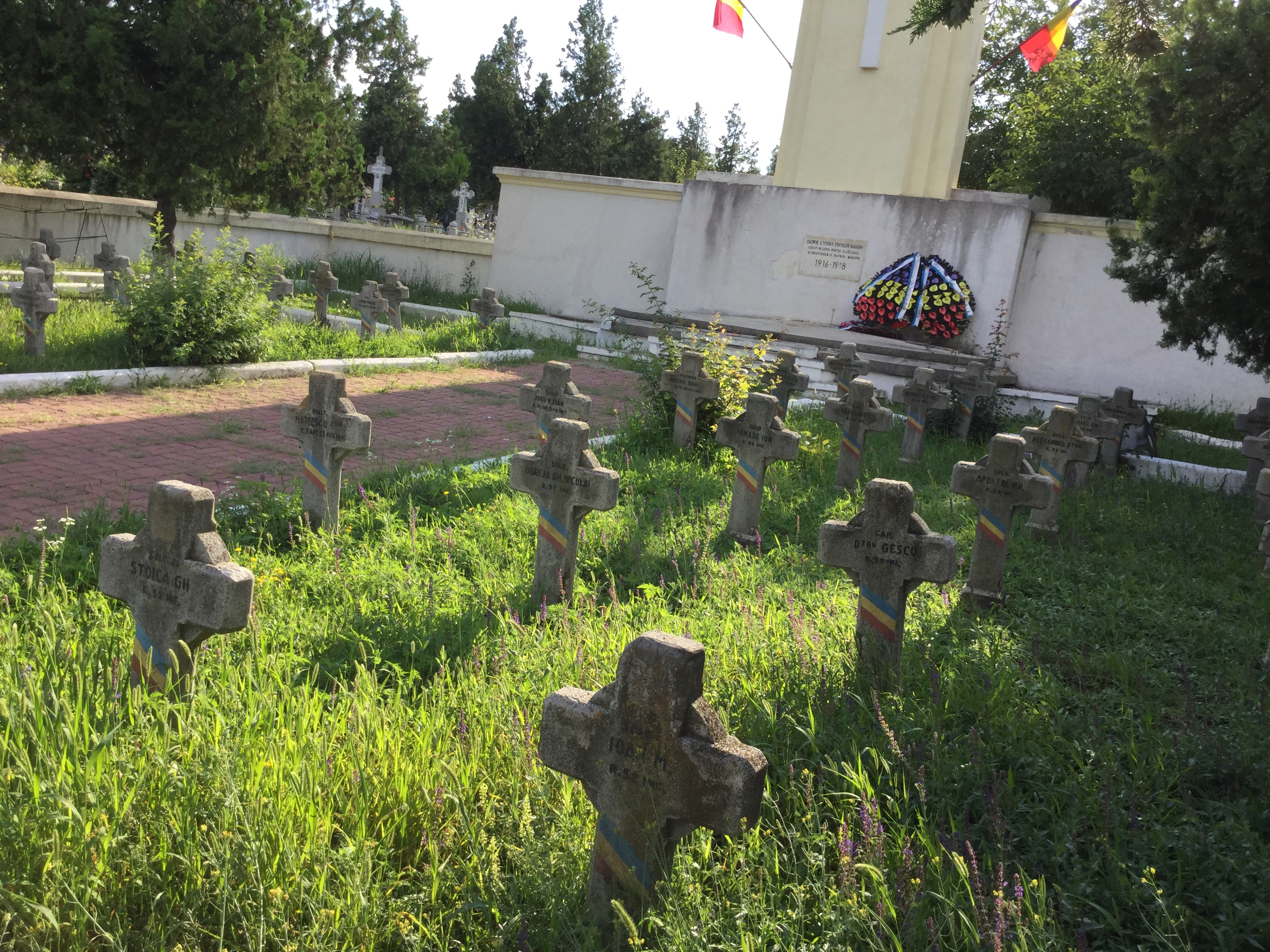
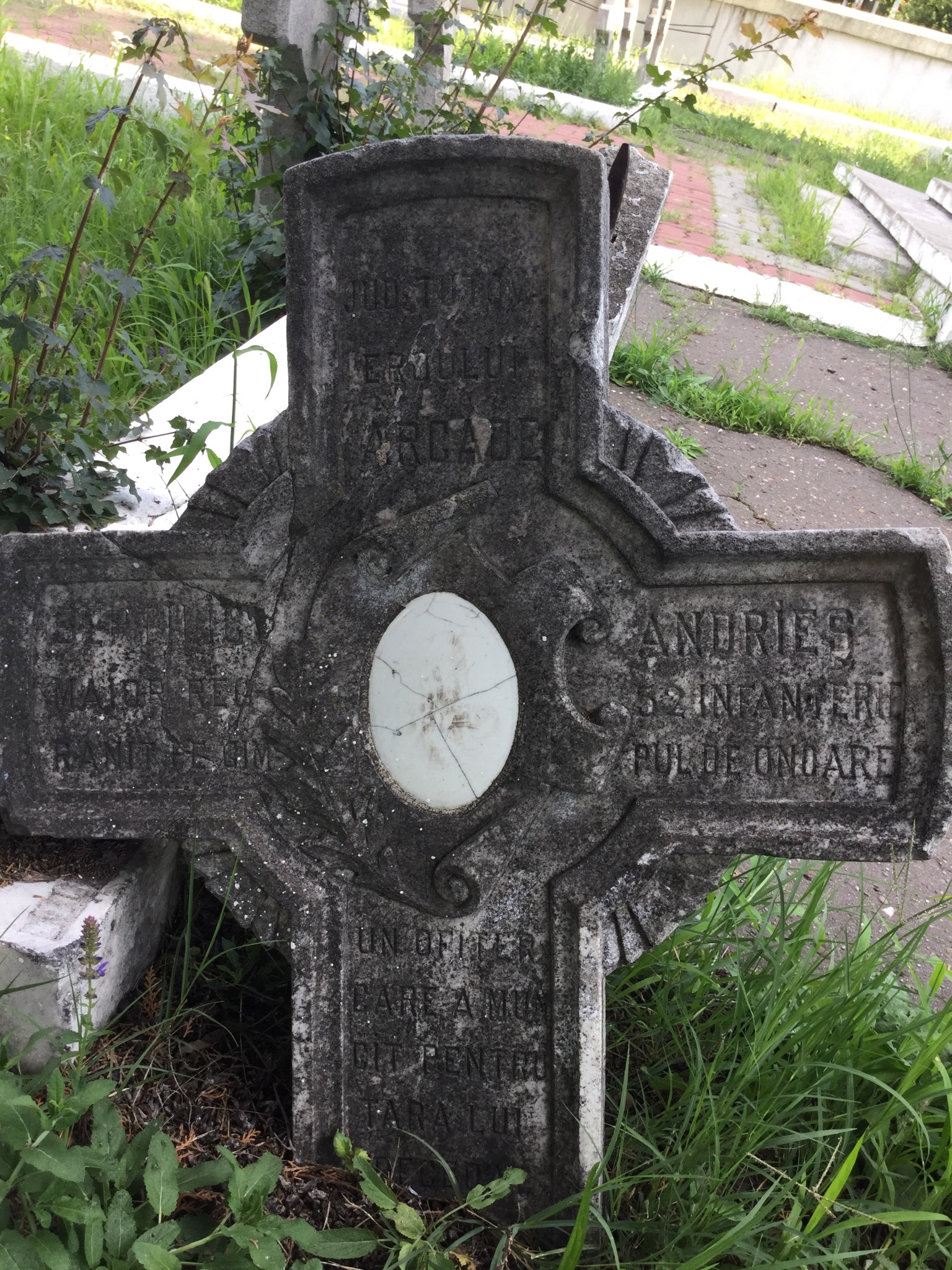
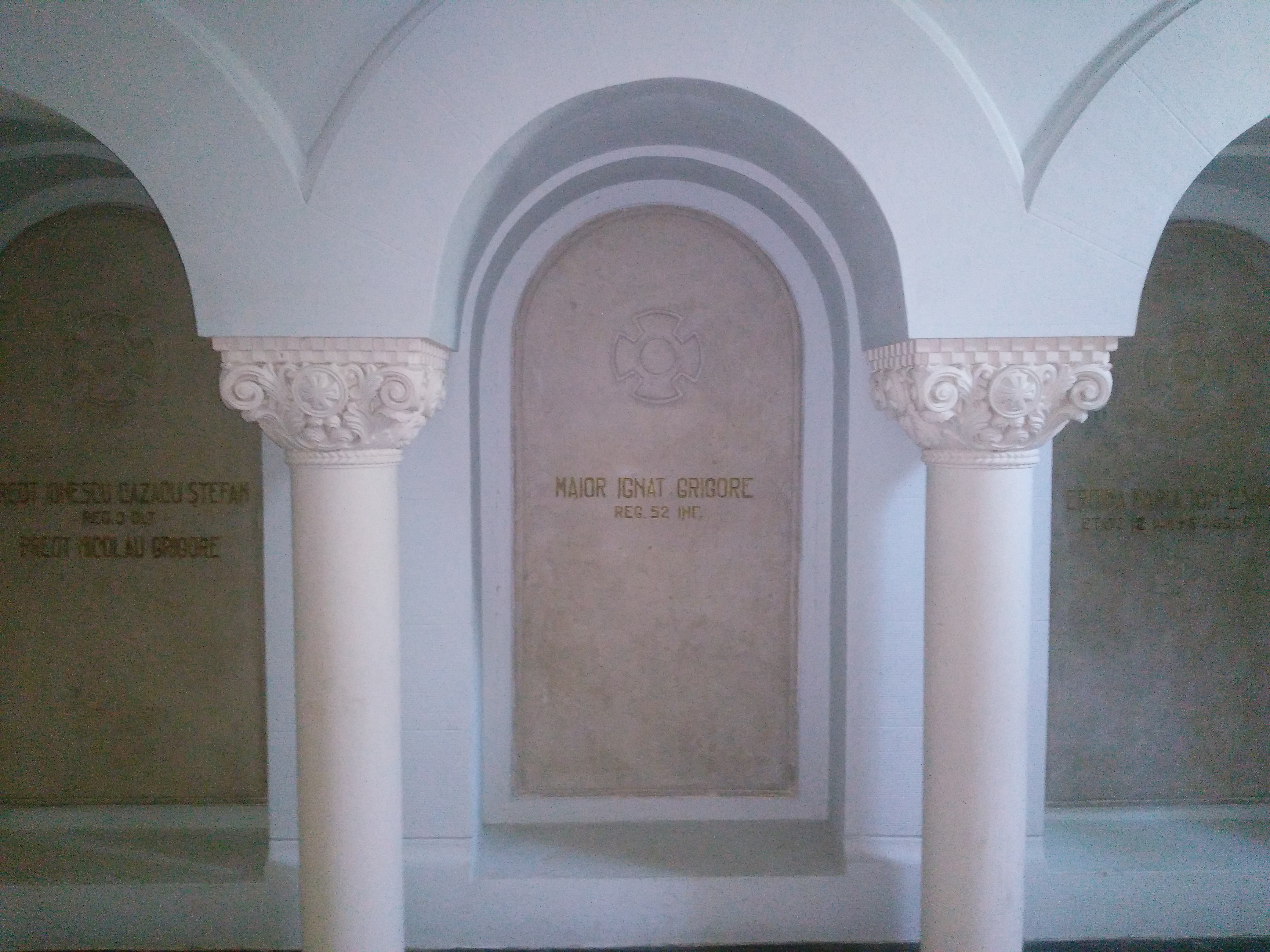